# Norsko na Letních olympijských hrách 1920
Norsko na Letních olympijských hrách 1920 v belgických Antverpách reprezentovalo 194 sportovců, z toho 188 mužů a 6 žen. Nejmladším účastníkem byl Trygve Stokstad (17 let, 270 dní), nejstarším pak Johan Friele (53 let, 220 dní). Reprezentanti vybojovali 31 medailí z toho 13 zlatých, 9 stříbrných a 9 bronzových.

## Medailisté
| Medaile | Jméno | Sport                | Disciplína                                    |
| ------- | --- | -------------------- | --------------------------------------------- |
| Zlato   | Arthur Allers Martin Borthen Johan Friele Kaspar Hassel Egill Reimers Christen Wiese Erik Ørvig Olaf Ørvig Thor Ørvig | Jachting             | třída 12 metrů-klassen                        |
| Zlato   | Charles Arentz Otto Falkenberg Robert Giertsen Willy Gilbert Halfdan Schjøtt Trygve Schjøtt Arne Sejerstad | Jachting             | třída 10 metrů-klassen                        |
| Zlato   | Halvor Birkeland Rasmus Birkeland Lauritz Christiansen Halvor Møgster Hans Næss Henrik Østervold Jan Østervold Kristian Østervold Ole Østervold | Jachting             | třída 12 metrů-klassen                        |
| Zlato   | Andreas Brecke Paal Kaasen Ingolf Rød | Jachting             | třída 6 metrů-klassen                         |
| Zlato   | Thorleif Christoffersen Magnus Konow Reidar Marthiniussen Ragnar Vik | Jachting             | třída 8 metrů-klassen                         |
| Zlato   | Erik Herseth Sigurd Holter Gunnar Jamvold Claus Juell Petter Jamvold Ingar Nielsen Ole Sørensen | Jachting             | 10 meter-klassen                              |
| Zlato   | Thorleif Holbye Alf Jacobsen Kristoffer Olsen Carl Ringvold Tellef Wagle | Jachting             | třída 8 metrů-klassen                         |
| Zlato   | Thorstein Johansen Einar Liberg Harald Natvig Ole Lilloe-Olsen Hans Nordvik | Sportovní střelba    | 100 m běžící jelen, dvojité rány - družstvo   |
| Zlato   | Einar Liberg Harald Natvig Hans Nordvik Ole Lilloe-Olsen Otto Olsen | Sportovní střelba    | 100 m běžící jelen, jediný výstřel - družstvo |
| Zlato   | Helge Løvland | Atletika             | Muži desetiboj                                |
| Zlato   | Ole Lilloe-Olsen | Sportovní střelba    | 100 m mužů běží jelen, dvojité rány           |
| Zlato   | Otto Olsen | Sportovní střelba    | 100 m mužů běží jelen, jediný výstřel         |
| Zlato   | Otto Olsen | Sportovní střelba    | 300 m mužů vojenská puška                     |
| Stříbro | Sten Abel Christian Dick Johan Faye Niels Nielsen | Jachting             | třída 7 metrů-klassen                         |
| Stříbro | Jørgen Andersen Gustav Bayer Jørgen Bjørnstad Asbjørn Bodahl Eilert Bøhm Trygve Bøyesen Ingolf Davidsen Håkon Endreson Jacob Erstad Harald Færstad Hermann Helgesen Peter Hol Otto Johannessen John Anker Johansen Trygve Kristoffersen Henrik Nielsen Jacob Opdahl Arthur Rydstrøm Frithjof Sælen Bjørn Skjærpe Wilhelm Steffensen Olav Sundal Reidar Tønsberg Lauritz Wigand-Larsen Alf Aanning Karl Aas | Sportovní gymnastika | družstvo mužů                                 |
| Stříbro | Alexia Bryn Yngvar Bryn | Krasobruslení        | páry                                          |
| Stříbro | Leif Erichsen Andreas Knudsen Einar Torgersen | Jachting             | třída 6 metrů-klassen                         |
| Stříbro | Albert Helgerud Otto Olsen Jacob Onsrud Olaf Sletten Østen Østensen | Sportovní střelba    | tým mužů vojenská puška, 300 m + 600 m        |
| Stříbro | Andreas Krogh | Krasobruslení        | jednotlivci                                   |
| Stříbro | Ludvig Larsen Harald Natvig Otto Olsen Olaf Sletten Østen Østensen | Sportovní střelba    | 300 m družstvo mužů                           |
| Stříbro | Jens Salvesen Finn Schiander Lauritz Schmidt Nils Thomas Ralph Tschudi | Jachting             | třída 8 metrů-klassen                         |
| Stříbro | Sverre Sørsdal | Box                  | Light-Heavyweight                             |
| Bronz   | Henrik Agersborg Einar Berntsen Trygve Pedersen | Jachting             | třída 6 metrů-klassen                         |
| Bronz   | Frithjof Andersen | Zápas                | řecko-římský do 67,5 kg                       |
| Bronz   | Håkon Ellingsen Thoralf Hagen Arne Mortensen Thore Michelsen Karl Nag Theodor Nag Adolf Nilsen Conrad Olsen Tollef Tollefsen | Veslování            | osma                                          |
| Bronz   | Per Gulbrandsen Thoralf Hagen Theodor Klem Henry Larsen Birger Var | Veslování            | čtyřka z kormidelníkem                        |
| Bronz   | Albert Helgerud Sigvart Johansen Anton Olsen Olaf Sletten Østen Østensen | Sportovní střelba    | 50 m malorážka - družstvo mužů                |
| Bronz   | Einar Liberg | Sportovní střelba    | 100 m mužů běží jelen, dvojité rány           |
| Bronz   | Harald Natvig | Sportovní střelba    | 100 m mužů běží jelen, jediný výstřel         |
| Bronz   | Martin Stixrud | Krasobruslení        | jednotlivci - muži                            |
| Bronz   | Østen Østensen | Sportovní střelba    | 300 m - 3 polohy                              |